# Pascal Siakam
Pascal Siakam (* 2. dubna 1994 Douala) je kamerunský profesionální basketbalista. Od roku 2024 působí v USA v klubu Indiana Pacers. Měří 203 cm a hraje na pozici power forwarda. Je znám pod přezdívkou Spicy P.  
Je nejmladším ze čtyř synů starosty města Makénéné, jeho bratři také odešli do USA hrát univerzitní basketbal. Pascal navštěvoval kněžský seminář a na sport se zaměřil až v sedmnácti letech, kdy nastoupil do kempu Basketball Without Borders. Nastoupil na střední školu v texaském Lewisvillu a od roku 2013 hrál za New Mexico State University. V roce 2016 byl vyhlášen nejlepším hráčem Západní konference National Collegiate Athletic Association a byl draftován do National Basketball Association klubem Toronto Raptors. V lize debutoval 26. žíjna 2016 při výhře proti Detroit Pistons. Většinu sezóny strávil ve farmářském týmu Raptors 905, s nímž vyhrál NBA Development League a byl zvolen nejužitečnějším hráčem finálové série. 
V Torontu odehrál sedm sezón. V roce 2019 s klubem vyhrál NBA a získal cenu pro hráče s nejlepším zlepšením. Byl nominován na utkání hvězd NBA v letech 2020 a 2023, stal se tak prvním hráčem, který se po účasti v NBA Development League dostal na utkání hvězd. V sezónách 2021/22 a 2022/23 byl hráčem s nejvyšším počtem odehraných minut v soutěži. V prosinci 2022 vytvořil v zápase proti New York Knicks svůj střelecký rekord v NBA 52 bodů. Začátkem roku 2024 přestoupil do Indiany, s níž uzavřel čtyřletou smlouvu na 189 milionů dolarů.